# Tofta holmar

Tofta Holmar är en liten ögrupp som ligger väster om Adelsö i Björkfjärden, Mälaren. Den består av två större holmar (Granholmen och Alholmen) samt några mindre. Holmarna är bebyggda med sommarstugor och har ingen fast befolkning. Tofta Holmars Samfällighetsförening organiserar alla fastighetsägare och förvaltar den gemensamma fastigheten Tofta 2:2.